# Aphanius transgrediens
Aphanius transgrediens, es una especie de pez actinopeterigio de agua dulce, de la familia de los ciprinodóntidos.
Peces de pequeño tamaño con una  longitud máxima descrita de solo 5 cm, se comercializan para acuariofilia pero son muy difíciles de mantener en acuario.

## Distribución y hábitat
Se distribuye por aguas dulces Asia, un endemismo del centro de Turquía. Son peces de agua dulce, de comportamiento bentopelágico no migratorio, que prefieren aguas subtropicales entre 16 °C y 24 °C,
La reducción inducida por el cambio climático en las precipitaciones y la extracción del agua son las principales amenazas para esta especie, por lo que se le considera en peligro crítico de extinción, además, la construcción de una nueva carretera y los invasores Gambusia holbrooki han impactado a la especie.